# Plastochinon
Plastochinon (PQ) is een isoprenoïde chinonverbinding die betrokken is bij de elektronentransportketen in de lichtreacties van de fotosynthese. De meest algemene vorm van plastochinon, bekend als PQ-A of PQ-9, is een 2,3-dimethyl-1,4-benzochinonmolecuul met een zijketen van negen isopreen-eenheden. De benzochinon- en isopreen-eenheden geven plastochinon een sterk lipofiel karakter. De verbinding is dan ook onder normale omstandigheden alleen aanwezig in membranen van thylakoïden.
Plastochinonen komen qua structuur sterk overeen met ubichinon (co-enzym Q10). Belangrijke verschillen zijn de lengte van de isopreen-zijketen, vervanging van de methoxygroepen door methylgroepen en verwijdering van de methylgroep op de 2-positie van de ring. Net als andere chinonen kan het in verschillende oxidatietoestanden voorkomen: plastochinon, plastosemichinon (instabiel) en plastochinol. Deze laatste (gereduceerde vorm) heeft twee hydroxylgroepen in plaats van twee carbonylgroepen.
Plastochinol vervult in het lichaam functies als antioxidant, bijvoorbeeld bij het wegvangen van reactieve zuurstofcomponenten die gevormd worden tijdens fotosynthesereacties. Plastochinol kan reageren met superoxides en daarbij waterstofperoxide en plastosemichinon vormen.

## Rol in fotosynthese

De elektronentransportketen in de chloroplast, nodig voor de lichtreacties van de fotosynthese. Het vetoplosbare plastochinon brengt de elektronen van fotosysteem II over naar cytochroom b6f.

Chinonen zijn kleine, beweeglijke moleculen die in levende cellen vaak als elektronendrager optreden in stofwisselingsreacties. Chinonen worden onder meer aangetoffen in zogenaamde elektronentransportketens, een reeks van grote eiwitcomplexen, waar energie wordt gegenereerd door elektronen stapsgewijs door te geven.
Plastochinon neemt twee elektronen van fotosysteem II en twee waterstofionen (H+) uit het stroma van de chloroplast op, zodat plastoquinol (PQH2) wordt gevormd. Plastoquinol brengt de elektronen verder in de elektronentransportketen over naar het cytochroom b6f-eiwitcomplex. Bij deze stap worden twee waterstofionen naar het lumen van thylakoïde getransporteerd. Zodoende ontstaat een elektrochemisch gradiënt, die door ATP-synthase wordt gebruikt om ATP te produceren.
Plastochinonen zijn gewoonlijk sterk gebonden aan fotosysteem II, alwaar ze gereduceerd worden tot plastochinol. Het plastochinol komt los van het fotosysteem en kan dan vrij bewegen in het thylakoïdemembraan.

## Biosynthese
Biosynthese van plastochinon begint bij tyrosine. Homogentisaat wordt gevormd uit p-hydroxyfenylpyruvaat en wordt vervolgens gecombineerd met solanesyldifosfaat via een condensatiereactie. Het resulterende tussenproduct, 2-methyl-6-solanesyl-1,4-benzochinol, wordt vervolgens gemethyleerd tot plastochinol-9. Deze route is bekend bij de meeste fotosynthetische organismen, zoals algen en planten. Cyanobacteriën gebruiken mogelijk geen homogentisaat bij de biosynthese van plastoquinol, waardoor de stofwisselingsroute iets anders in elkaar zit.

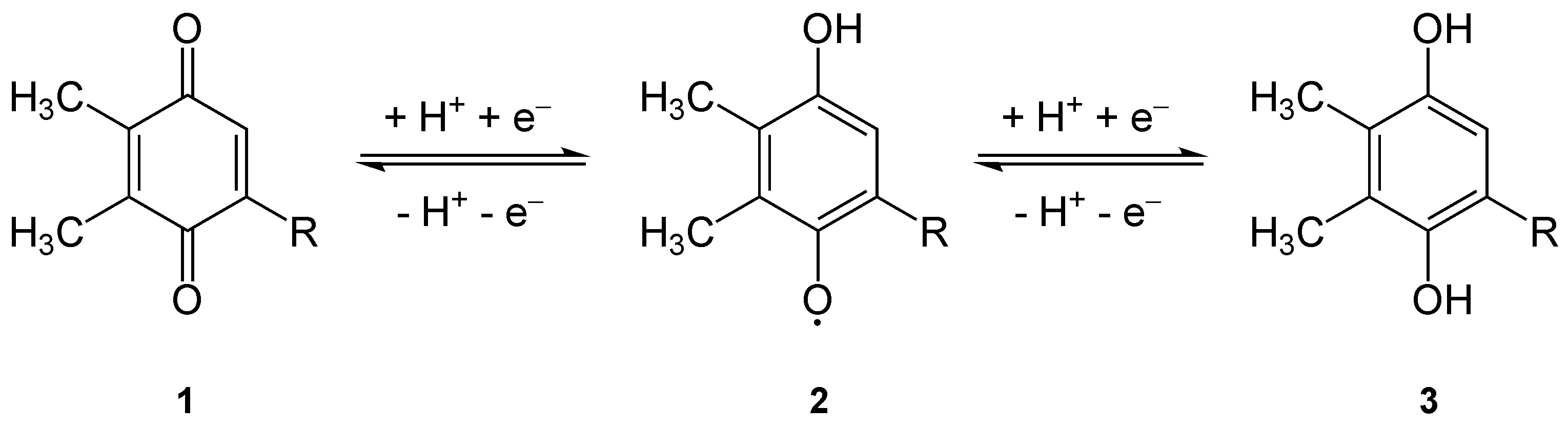
De reductie (van links naar rechts) van plastochinon (PQ) naar plastosemichinon (PQH•) naar plastochinol (PQH_{2}). Deze reductie vindt plaats tijdens lichtreacties.

## Verwante vormen
Er zijn ook andere vormen van plastochinon, bijvoorbeeld met kortere zijketens (zoals PQ-3, die drie isopreen-eenheden heeft in plaats van nege) evenals analogen zoals PQ-B, PQ-C en PQ-D, die verschillen in hun zijketens.